# Taximastinocerus neblinensis
Taximastinocerus neblinensis är en skalbaggsart som beskrevs av Wittmer 1988. Taximastinocerus neblinensis ingår i släktet Taximastinocerus och familjen Phengodidae. Inga underarter finns listade i Catalogue of Life.